# 喜多村久武
喜多村 久武（きたむら ひさたけ）は、江戸時代中期から後期にかけての弘前藩士。

## 生涯
棟方貞豊の次男として誕生。喜多村親守の養子となり、嫡男として育った。文化10年（1813年）に学問所御用掛を務め、文政5年（1822年）に用人となった。物産を担当し、「経済臆見」数冊を藩主津軽寧親に提出した。不始末により天保元年（1831年）、免職となり、隠居させられた。そのため、父の家督は嫡男の久隆が継いだ。